# Vilppula (Finlande)
Vilppula (Filpula en suédois) est une ancienne municipalité du centre-ouest de la Finlande. Elle se situe dans la région du Pirkanmaa et la province de Finlande occidentale.
Le 1er janvier 2009, elle a fusionné avec Mänttä pour former la nouvelle ville de Mänttä-Vilppula.

## Histoire
Le développement économique de la commune date des années 1860. Plusieurs centres industriels s'installent à quelques kilomètres de distance dans ce qui est alors la commune de Ruovesi. En 1912, la quasi-totalité des industries de Ruovesi est regroupée dans une nouvelle commune qui prend le nom de Vilppula.
En 1922, le principal centre industriel (papier et textile) devient à son tour autonome sous le nom de Mänttä. La commune conservera cependant une vocation industrielle, principalement autour du bois, du métal et des matériaux de construction en général. La commune s'agrandit par deux fois au cours de la deuxième moitié du XXe siècle, en 1954 avec le rattachement du village de Kuoreniemi, et en 1973 avec le rattachement de la plus grande partie de la commune de Pohjaslahti.

## Géographie

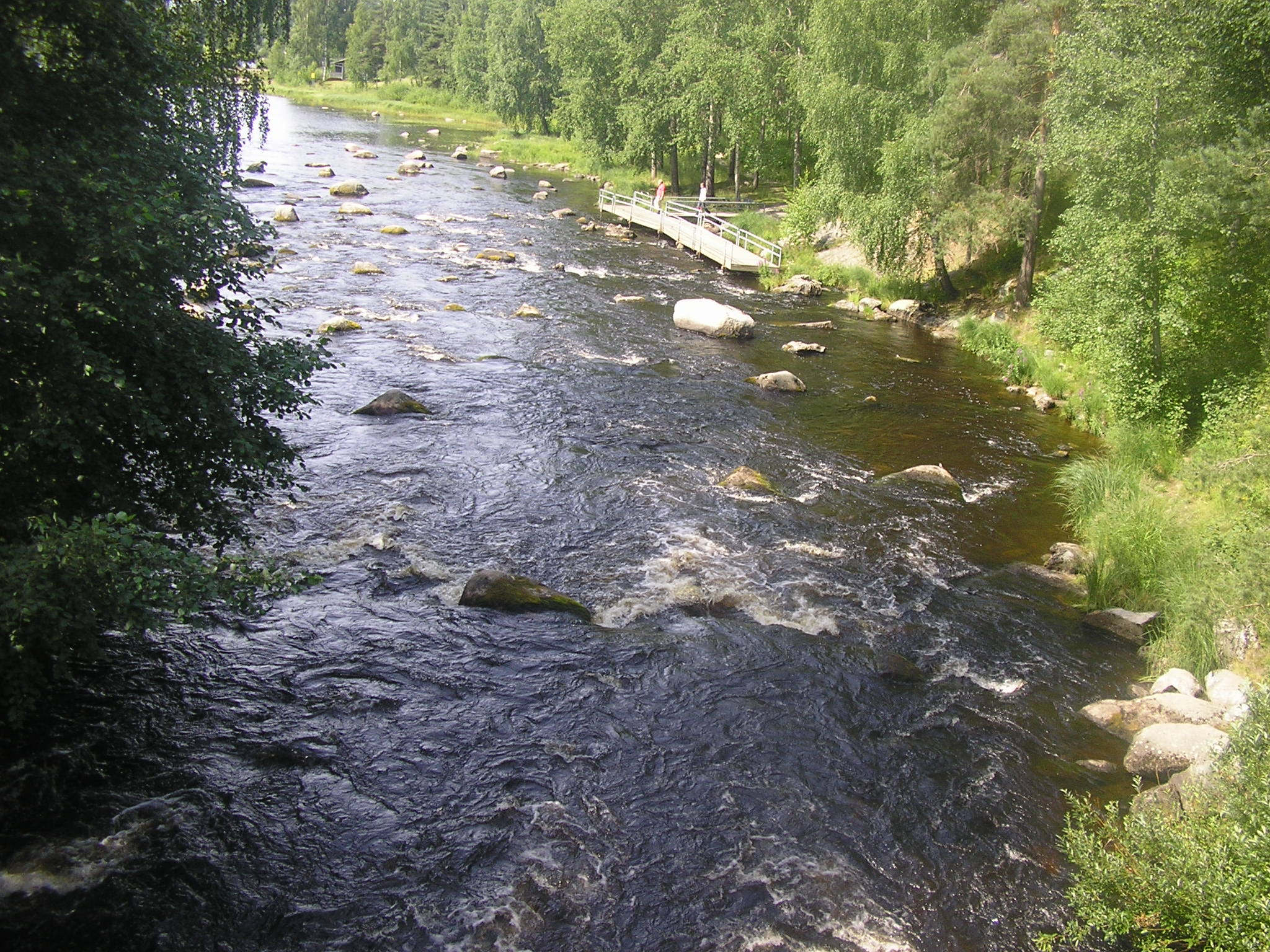
Les rapides Vilppulankoski.

La majorité de la population est concentrée dans le centre administratif, le principal centre industriel. Il se situe à tout juste 9 km du centre de la ville de Mänttä.
Le reste de la commune est très largement forestier, produisant pas moins de 600 000 mètres cubes de bois chaque année. Un deuxième bourg significatif, Kolho, regroupe environ 1 000 habitants autour d'une usine, à 15 km au nord de Vilppula-centre. La commune compte 12 autres villages, plutôt des hameaux.
Les municipalités limitrophes sont :
- dans le Pirkanmaa, Mänttä à l'est, Virrat au nord-ouest, Ruovesi à l'ouest et Juupajoki au sud ;
- en Finlande-Centrale, Keuruu au nord-est et Jämsä au sud-est.

## Galerie

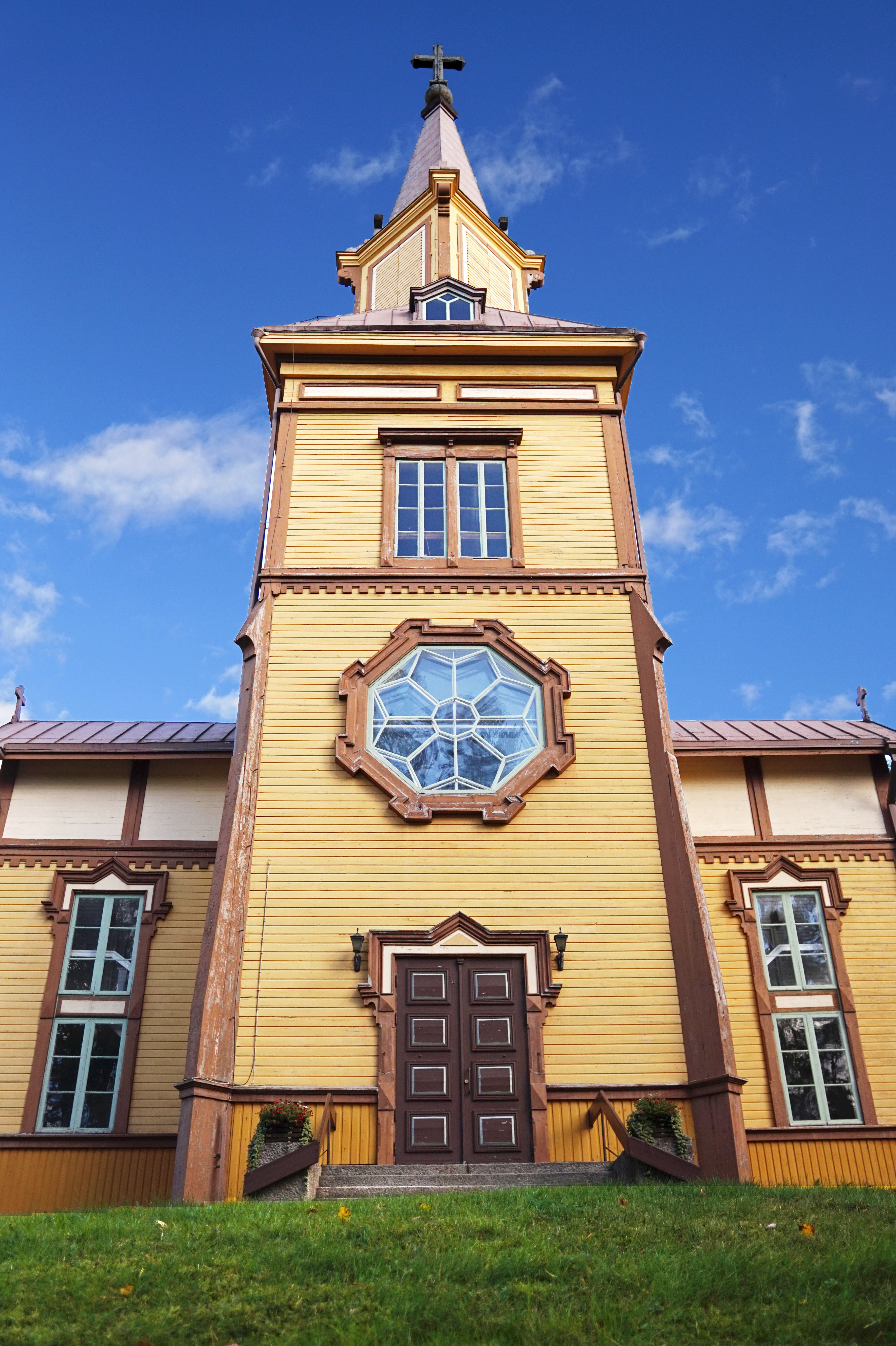
Église de Vilppula.
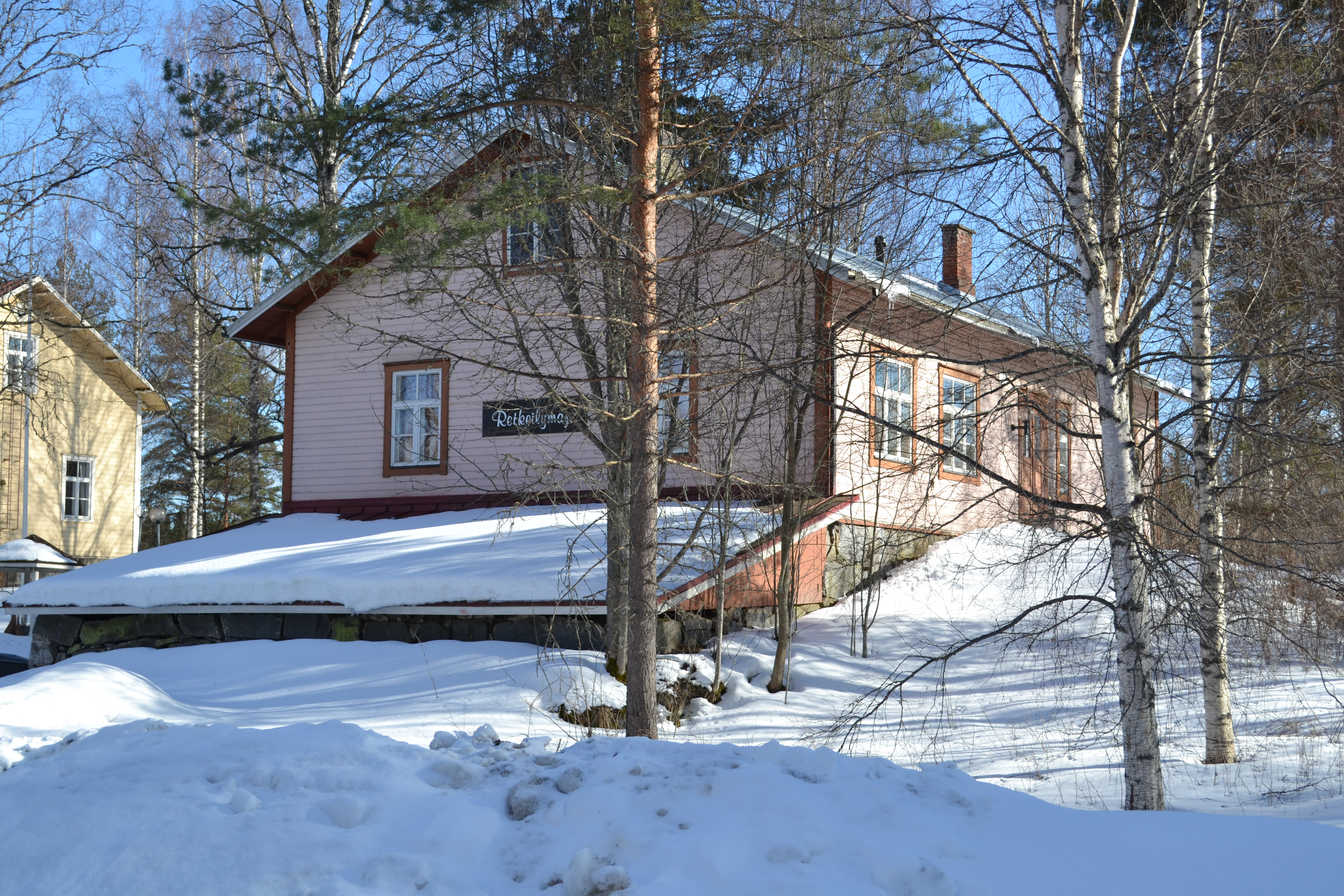
Auberge de jeunesse de Koivuniemi.
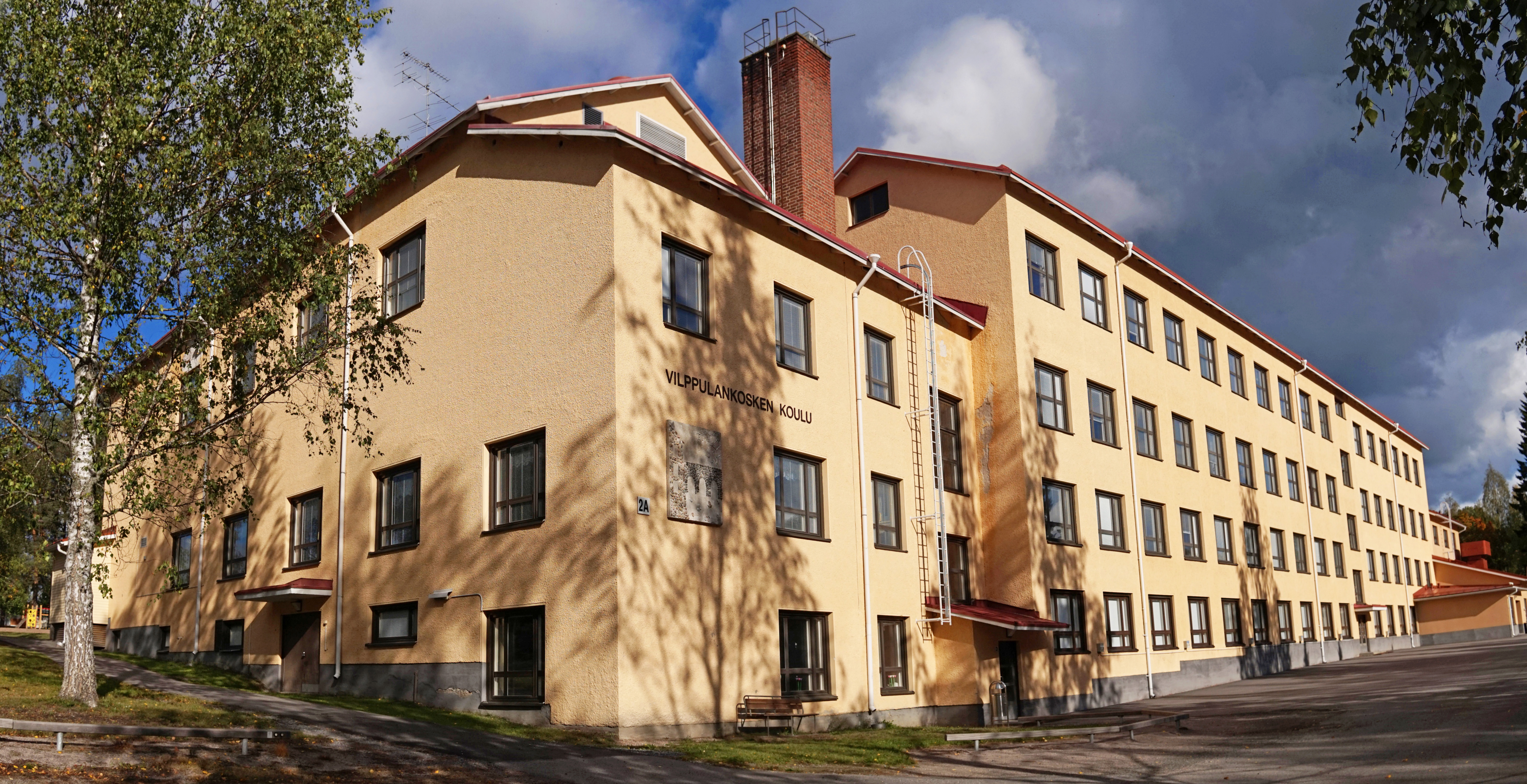
École de Vilppulankoski